# Gran Turismo 6
Gran Turismo 6 är det sjätte spelet i Gran Turismo-serien. Spelet har utvecklats av Polyphony Digital och publicerats av Sony Computer Entertainment. Spelet har över 1 200 bilar och 100 banor. Spelet släpptes över hela världen den 6 december 2013. Detta spel släpptes endast till Playstation 3. Den 27 december 2017 meddelade Polyphony att servrarna för Gran Turismo 6 kommer att läggas ned den 28 mars 2018.

## Nyheter om spelet
- Precis som på Gran Turismo 5 så går det till dag till natt och natt till dag under ett lopp men på vissa banor så man kan välja vilken hastighet dagarna ska gå från vanlig hastighet (24 timmar) till 60 gånger snabbare.
- Nya banor som t.ex. Ascari kommer till spelet.
- "Special Events" kommer till spelet. När man har vunnit tillräckligt med tävlingar så kommer man att bli bjuden på utmaningar från t.ex. Goodwood Festival of Speed, där man får låna bilar och provåka genom en smal bana på tid utan att åka utanför banan, åker man utanför så måste man börja om. Man får pengar för att ha klarat utmaningarna. Ju bättre man kommer fram i spelet desto mer utmaningar blir man bjuden till.
- Nya bilar som Ford Mustang Boss 302 kommer till spelet.